# Casey Robertson
Casey Robertson (Wyndham, 24 febbraio 1981) è un'ex giocatrice e allenatrice neozelandese di rugby a 15, internazionale per le Black Ferns ‒ con cui vinse tre titoli consecutivi di campionessa del mondo ‒ dal 2002 al 2014.

## Biografia
Proveniente da una famiglia di agricoltori di Wyndham, nell'Isola del Sud, iniziò a giocare a rugby nella locale squadra e nel 1998 rappresentò a livello femminile la provincia rugbistica di Southland prima di passare a Canterbury nel 1999.
Nel 2002 debuttò nelle Black Ferns nella prima partita delle neozelandesi in quell'edizione della Coppa del Mondo contro la Germania, una vittoria per 117-0 e vinse il suo primo titolo iridato di tre consecutivi: giocò invece da titolare la vittoriosa Coppa del Mondo 2006 dopo la quale dovette rimanere inattiva per due anni a causa di un infortunio al collo.
Tornata nel 2010 si aggiudicò la sua terza e ultima Coppa: schierata anche nel 2014, per problemi fisici concluse la sua carriera agonistica dopo la finale per il quinto posto vinta 55-5 sugli Stati Uniti.
Tornata nella sua città natale, lavora nell'attività di famiglia e contemporaneamente guida dal 2016 il Wyndham, prima donna nella sua provincia ad allenare una squadra maschile nel campionato del Southland, del quale ha vinto due edizioni in tre stagioni.

## Palmarès
- Coppe del mondo: 3
Nuova Zelanda: 2002, 2006, 2010